# Ione radicale distonico
Uno ione radicale distonico è una specie chimica che contiene sia un elettrone spaiato (come in un radicale), che una carica formale (come in uno ione, positivo o negativo) con entrambe queste caratteristiche situate però su atomi diversi (in tal senso distonico) della stessa molecola. Furono scoperti in fase gassosa da Michael L. Gross.
Queste specie possono essere considerate come derivate dalla ionizzazione di un biradicale o di uno zwitterione, compresi gli iluri.
Pur contenendo due sorgenti di reattività, gli ioni radicali distonici sono specie in genere meno reattive rispetto ai corrispondenti ioni radicali non distonici.
In anni recenti sono stati fatti grandi sforzi per identificare nuove specie distoniche, caratterizzarne la reattività e misurarne la stabilità.